# Pristimantis cantitans
Espèce
Synonymes
- Eleutherodactylus cantitans Myers & Donnelly, 1996

Statut de conservation UICN

 DD  : Données insuffisantes
Pristimantis cantitans est une espèce d'amphibiens de la famille des Craugastoridae.

## Répartition
Cette espèce est endémique de l'État d'Amazonas au Venezuela. Elle se rencontre entre 1 700 et 2 150 m d'altitude sur les Cerro Yaví et Cerro Yutajé.

## Description
Les mâles mesurent de 25 à 35 mm et les femelles de 32 à 45 mm.

## Publication originale
- Myers & Donnelly, 1996 : A new herpetofauna from Cerro Yavi, Venezuela: first results of the Robert G. Goelet American Museum-TERRAMAR Expedition to the northwestern Tepuis. American Museum Novitates, no 3172, p. 1-56 (texte intégral).